# 50 Cent
50 Cent, właściwie Curtis James Jackson III (ur. 6 lipca 1975 w Nowym Jorku) – amerykański raper, aktor i przedsiębiorca. Właściciel firmy produkującej słuchawki SMS Audio. Międzynarodową rozpoznawalność zyskał po wydaniu debiutanckiego albumu Get Rich or Die Tryin’ (2003 r.) oraz drugiej płyty The Massacre dwa lata później. Jako początkujący aktor zadebiutował w 2005 roku w swoim filmie autobiograficznym pt. Get Rich or Die Tryin’: Historia 50 Centa. Produkcja w reżyserii Jima Sheridana zdobyła wiele pozytywnych recenzji, dzięki czemu Curtis zaczął otrzymywać propozycje ze świata filmu. Po kolejnych filmach z udziałem rapera, jego popularność w mediach znacząco wzrosła.
Współpracował z takimi muzykami i zespołami jak Dr. Dre, Eminem, Snoop Dogg, G-Unit, Lil’ Kim, DMX, Onyx, Timbaland, Ne-Yo, Justin Timberlake, T-Pain, Nicole Scherzinger, E-40, Missy Elliott, The Black Eyed Peas, Ciara, M.O.P., Kool G Rap, Game, Busta Rhymes czy Michael Jackson.

## Życiorys

### Wczesne lata
Curtis dorastał w South Jamaica, dzielnicy Queens w Nowym Jorku. Początkowo wychowywany przez matkę o imieniu Sabrina, następnie przez dziadków. Matka została zamordowana z powodu długów. Ojca nigdy nie poznał.
Jackson w wieku jedenastu lat rozpoczął trenowanie boksu. Trzy lata później zaczął uczęszczać na siłownię, i jak sam mówi: „Kiedy nie miałem co robić w szkole, trenowałem na siłowni (boks) albo sprzedawałem narkotyki na ulicy”. W połowie lat 80. XX wieku brał udział w igrzyskach olimpijskich młodzików w amatorskim boksie. Zaczął handlować narkotykami w wieku dwunastu lat, podczas gdy opiekunowie myśleli, że Jackson bierze udział w zajęciach pozaszkolnych. W tym czasie nosił ze sobą broń palną i używki do szkoły. W dziesiątej klasie został przyłapany przy tym jak chciał przeszmuglować broń przez wykrywacz metali. Uczęszczał wówczas do Andrew Jackson High School.
Po czasie spędzonym w zakładzie karnym, Curtis przyjął pseudonim „50 Cent”. Zapożyczył go od przestępcy Kelvina Martina, który żył według motto: „Get Rich Or Die Tryin” („Wzbogać się lub zgiń próbując”).

### Kariera
Curtis zajął się muzyką w 1996 roku. Pierwsze utwory były nagrywane w piwnicy u przyjaciela. Do odtwarzania dźwięku używali gramofonu. W tym roku także poznał Jam Mastera Jaya. Jam nauczył go podstaw w muzyce i jak nagrać album. Swój pierwszy występ gościnny zaliczył u boku grupy hip-hopowej Onyx w utworze „React”, z albumu Shut ’Em Down (1998 r.). Jay wyprodukował pierwszy album Jacksona, jednak nigdy się on nie ukazał.
W 1999 roku podpisał z wytwórnią Columbia Records kontrakt na swój pierwszy album, Power of the Dollar. Kontrakt z wydawcą został rozwiązany w czasie, gdy raper powracał do zdrowia po zamachach na jego życie: w kwietniu 2000 roku został dziewięciokrotnie postrzelony. Podczas strzału w twarz, doznał uszkodzenia lewej części żuchwy. Zmienił mu się przez to głos. Zyskał wtedy przydomek „Bulletproof” – kuloodporny. W późniejszym okresie poznał Tony’ego Yayo, Young Bucka i Lloyd Banksa, z którymi stworzył formację G-Unit. 50 Cent wydał drugi album, Guess Who's Back?, a z G-Unit mixtape pt. 50 Cent Is the Future, który sprawił, że zainteresował się nim Eminem. Szybko doszło do podpisania kontraktu. Curtis wydał kolejny mixtape pt. No Mercy, No Fear, na którym znajduje się jeden z większych przebojów rapera, „Wanksta”.
Pierwszym albumem wydanym dla Shady Records (wytwórni Eminema) był Get Rich or Die Tryin’, który odniósł ogromny sukces dzięki hitom takim jak „In da Club” czy „21 Questions”. Kolejnym albumem 50 Centa był The Massacre z takimi hitami jak „Candy Shop”, „Disco Inferno” i „Just a Lil Bit”. W listopadzie 2005 wyszedł film luźno oparty na życiu rapera pt. „Get Rich or Die Tryin’: Historia 50 Centa”. W 2007 wydał swój trzeci, solowy album Curtis. Albumy Get Rich or Die Tryin i The Massacre znalazły się kolejno na 6. i 5. miejscu „Top 100 Albums” według stowarzyszenia RIAA.
Biografia 50 Centa zainspirowała firmę obuwniczą Reebok do wykorzystania postaci w reklamie firmy w 2004 roku.
50 Cent napisał autobiograficzną książkę pt. „Od płotki do grubej ryby”, w której opisuje swoje problemy z narkotykami oraz początki swojej raperskiej kariery.
W 2009 roku wydał swój czwarty solowy album Before I Self Destruct. Produkcja była promowana trzema singlami: „Ok, You're Right”, „Baby by Me” z udziałem piosenkarza Ne-Yo i „Do You Think About Me”. Do tych utworów powstały teledyski. Mimo dobrych singli, płyta nie uzyskała rozgłosu. W pierwszym tygodniu sprzedaży rozeszło się 160.000 egzemplarzy plasując się na 5. miejscu notowania Billboard 200, co w porównaniu z poprzednim albumem jest wynikiem słabym. 21 stycznia 2010 roku album ten uzyskał status złotej płyty.
Z okazji dziesięciolecia, które 50 Cent spędził na scenie muzycznej, w grudniu 2011 roku wydał darmowy mixtape zatytułowany The Big 10. Pierwszym utworem promującym album był „Stop Cryin'”. Gościnnie wystąpili Tony Yayo, nowi muzycy G-Unit Records – Kidd Kidd i raperka Paris. Stroną muzyczną zajęli się między innymi Scoop DeVille, Jake One, Illmind czy DJ Khalil. Do każdego utworu z mixtape’u powstał teledysk.
22 maja 2012 roku raper wspólnie z DJ-em Drama wydał darmowy mixtape zatytułowany The Lost Tape. Na projekcie znalazło się 15 premierowych utworów, a wśród gości pojawili się między innymi Eminem, 2 Chainz, Snoop Dogg czy Jeremih. Pierwszym singlem był utwór „Riot (Remix)” autorstwa rapera 2 Chainz, do którego remiks skomponował 50 Cent.
6 lipca 2012 roku został wydany kolejny mixtape pt. 5 (Murder by Numbers), który miał być piątym studyjnym albumem rapera. Pierwotnie premiera miała odbyć się cztery dni wcześniej, a później 3 lipca. Raper zadbał o promocję produkcji. W tym celu zrealizował pięć teledysków.
3 czerwca 2014 roku odbyła się premiera piątego studyjnego albumu pt. Animal Ambition: An Untamed Desire To Win. 18 marca tego samego roku opublikowano dwa single pt. „Don’t Worry 'Bout It”, w którym gościnnie udzielił się Yo Gotti i „Hold On”, do których zrealizowano teledyski. Oba utwory wyprodukował Charli Brown Beatz. Kilka dni później, 25 marca został wydany trzeci singel „Pilot”, do którego także zrealizowano klip. 31 marca 2014 wydano kolejny utwór promujący album – „Smoke”, który został wyprodukowany przez Dr. Dre przy współpracy z Dawaunem Parkerem i Markiem Batsonem. 1 kwietnia ukazał się teledysk do tej piosenki. Gościnnie udzielił się Trey Songz. Produkcja zadebiutowała na 4. miejscu notowania Billboard 200 ze sprzedażą 47 000 egzemplarzy. Do 13 lipca 2014 r. w Stanach Zjednoczonych sprzedano niecałe 100 000 kopii.
Obecnie Jackson pracuje nad szóstym studyjnym albumem pt. Street King Immortal, którego premiera nie jest znana. Pierwotnie płyta miała zostać wydana 16 września 2014 r., jednakże podjęto decyzję o anulowaniu premiery na rzecz reaktywacji zespołu G-Unit.
31 marca 2017 r. ukazał się ostatni album (Wymagany z racji kontraktu) dla wytwórni Interscope Records, kompilacja Best Of.

## Inne przedsięwzięcia

### Nowa wytwórnia
Pod koniec 2010 roku Curtis Jackson założył wytwórnię G-Note Records, która ma celu wydawanie muzyków pop/dance/R&B. Dystrybucją zajmuje się jego pierwsza wytwórnia G-Unit Records. Siedziba znajduje się w Nowym Jorku. Pierwszymi muzykami byli Hot Rod i Governor.

### Street King
Pod koniec 2011 roku Curtis zaprezentował napój energetyczny Street King. Sprzedaż napoju ma na celu pomagać biednej ludności w Afryce. W celu promocji, na Facebooku stworzono stronę poświęconą tej akcji. Każde jedno kliknięcie tzw. lubię to, oznaczało jeden darmowy posiłek ze strony 50 Centa. Kolejnym krokiem w promowaniu, było wydawanie darmowych utworów, a ostatnim: filmy wideo z krótką fabułą.

### SMS Audio
W sierpniu 2011 roku 50 Cent zaprezentował markę produkującą słuchawki SMS Audio. Firma powstała po wykupieniu przez rapera innej – KonoAudio, która została założona w 2007 roku. Jej prezesem był Brian Nohe, który został nowym prezesem marki SMS Audio wspólnie z Jacksonem. Pod koniec 2011 r. i na początku 2012 r. została zaprezentowana pierwsza linia słuchawek sygnowanych marką SMS Audio. W październiku 2012 roku na rynek została wprowadzona pierwsza seria słuchawek dousznych, nausznych i wokółusznych pt. „STREET by 50”.

## Dyskografia
- Get Rich or Die Tryin’ (2003)
- The Massacre (2005)
- Curtis (2007)
- Before I Self Destruct (2009)
- Animal Ambition: An Untamed Desire To Win (2014)

## Filmografia

### Filmy
| Rok  | Tytuł                                     | Rola          | Uwagi                   |
| ---- | ----------------------------------------- | ------------- | ----------------------- |
| 2003 | 50 Cent: The New Breed                    | On sam        | Film dokumentalny (DVD) |
| 2005 | Get Rich or Die Tryin’: Historia 50 Centa | Marcus        | Debiut filmowy          |
| 2006 | Odwaga i nadzieja                         | Jamal Aiken   | Drugoplanowa rola       |
| 2008 | Zawodowcy                                 | Spider        | Drugoplanowa rola       |
| 2008 | Before I Self Destruct                    | Clarence      | Pierwszoplanowa rola    |
| 2009 | Streets of Blood                          | Stan Johnson  |                         |
| 2009 | Dead Man Running                          | Thigo         |                         |
| 2009 | Caught in the Crossfire                   | Tino          | Producent wykonawczy    |
| 2010 | 13                                        | Jimy          |                         |
| 2010 | Gun                                       | Rich          |                         |
| 2010 | Odlot (Twelve)                            | Lionel        | Drugoplanowa rola       |
| 2010 | Dzień dobry TV                            | On sam        |                         |
| 2011 | All Things Fall Apart                     | Deon          |                         |
| 2011 | Blood Out                                 | Hardwick      |                         |
| 2011 | Mokra robota                              | Sonny         |                         |
| 2012 | Freelancers                               | Malo          |                         |
| 2012 | Ogień zwalczaj ogniem                     | Emilio        | Aktor, producent        |
| 2013 | Plan ucieczki                             | Hush          |                         |
| 2013 | Last Vegas                                | On sam        | Epizod                  |
| 2013 | Polowanie na łowcę                        | Clate Johnson | Producent               |
| 2014 | Książę                                    | Pharmacy      |                         |
| 2015 | Agentka                                   | On sam        | Epizod                  |
| 2015 | Do utraty sił                             | Jordan Mains  |                         |

### Seriale
| Rok  | Tytuł                            | Rola      | Uwagi                                                           |
| ---- | -------------------------------- | --------- | --------------------------------------------------------------- |
| 2005 | The Simpsons                     | On sam    | Serial TV (jeden epizod: „Pranksta Rap”)                        |
| 2008 | 50 Cent: The Money and the Power | On sam    | Serial TV (jeden epizod: „Choose Your Crew Wisely”)             |
| 2009 | Ekipa                            | On sam    | Serial TV (jeden epizod: „One Car, Two Car, Red Car, Blue Car”) |
| 2012 | The Finder                       | Big Glade | Serial TV (jeden epizod: „Life After Death”)                    |
| 2013 | Robot Chicken                    | On sam    | Serial TV (jeden epizod: „Eaten by Cats”)                       |
| 2013 | Power                            |           | Producent wykonawczy                                            |
| 2013 | Dream School                     | On sam    | Producent                                                       |

### Gry
| Rok  | Tytuł                          | Rola                          | Uwagi  |
| ---- | ------------------------------ | ----------------------------- | ------ |
| 2005 | 50 Cent: Bulletproof           | Gra komputerowa, jedynie głos |        |
| 2009 | 50 Cent: Blood on the Sand     | Gra komputerowa, jedynie głos |        |
| 2009 | Call of Duty: Modern Warfare 2 | Gra komputerowa, jedynie głos | Spiker |